# Championnat du Bénin de football 2007
Navigation
Édition 2003 Édition 2009-2010
La saison 2007 du Championnat du Bénin de football est la trente-et-unième édition du Championnat National, le championnat national de première division au Bénin. Les dix-huit équipes engagées sont regroupées au sein d'une poule unique où elles s'affrontent à deux reprises au cours de la saison. Afin de permettre le passage du championnat de 18 à 20 clubs, il n'y a pas de relégation à l'issue du championnat et les deux meilleures équipes de deuxième division sont promues.
C'est l'AS Tonnerre de Bohicon qui remporte la compétition cette saison après avoir terminé en tête du classement, avec deux points d'avance sur le Soleil FC et six sur les Buffles du Borgou. C'est le tout premier titre de champion du Bénin de l'histoire du club.

## Participants
- AS Dragons de l'Ouémé
- Mogas 90 FC
- Requins de l'Atlantique FC
- Soleil FC
- Panthères de Djougou
- Énergie Sport FC
- Dynamo FC Abomey - Promu de D2
- Dynamo FC Parakou
- Université Nationale du Bénin FC
- Jeunesse Athlétique d’Akpo Missérété FC
- Avrankou omnisports
- Mambas Noirs FC
- AS Oussou Saka FC - Promu de D2
- AS Tonnerre de Bohicon
- JS Pobè
- Buffles du Borgou
- Cheminots FC
- Espoir FC

## Compétition

### Classement
Le classement est établi sur le barème de points suivant : victoire à 3 points, match nul à 1, défaite à 0.
| Rang | Équipe                                  | Pts | J  | G  | N  | P  | Bp | Bc | Diff |
| ---- | --------------------------------------- | --- | -- | -- | -- | -- | -- | -- | ---- |
| 1    | Tonnerre de Bohicon                     | 71  | 34 | 21 | 8  | 5  |    |    |      |
| 2    | Soleil FC                               | 69  | 34 | 20 | 9  | 5  |    |    |      |
| 3    | Buffles du Borgou                       | 65  | 34 | 20 | 5  | 9  |    |    |      |
| 4    | Université Nationale du Bénin FCC       | 63  | 34 | 19 | 6  | 9  |    |    |      |
| 5    | Énergie Sport FC                        | 62  | 34 | 18 | 8  | 8  |    |    |      |
| 6    | Mogas 90 FCT                            | 57  | 34 | 16 | 9  | 9  |    |    |      |
| 7    | AS Oussou Saka FCP                      | 57  | 34 | 16 | 9  | 9  |    |    |      |
| 8    | AS Dragons de l'Ouémé                   | 48  | 34 | 13 | 9  | 12 |    |    |      |
| 9    | Requins de l'Atlantique FC              | 43  | 34 | 12 | 7  | 15 |    |    |      |
| 10   | JS Pobè                                 | 43  | 34 | 11 | 10 | 13 |    |    |      |
| 11   | Dynamo FC Parakou                       | 40  | 34 | 10 | 10 | 14 |    |    |      |
| 12   | Cheminots FC                            | 39  | 34 | 9  | 12 | 13 |    |    |      |
| 13   | Panthères de Djougou                    | 34  | 34 | 9  | 7  | 18 |    |    |      |
| 14   | Dynamo FC AbomeyP                       | 33  | 34 | 8  | 9  | 17 |    |    |      |
| 15   | Avrankou omnisports                     | 33  | 34 | 8  | 9  | 17 |    |    |      |
| 16   | Mambas Noirs FC                         | 31  | 34 | 8  | 7  | 19 |    |    |      |
| 17   | Espoir FC                               | 29  | 34 | 8  | 5  | 21 |    |    |      |
| 18   | Jeunesse Athlétique d’Akpo Missérété FC | 21  | 34 | 6  | 3  | 25 |    |    |      |

|  | Qualification pour la Ligue des champions de la CAF 2008                              |
|  | Qualification pour la Coupe de la confédération 2008                                  |
|  | Relégation directe en deuxième division                                               |
|  | T : Tenant du titre C : Vainqueur de la Coupe du Bénin P : Promu de deuxième division |

## Bilan de la saison
| Championnat du Bénin de football 2007                             |                                         |
| Champion                                                          | Tonnerre de Bohicon (1er titre)         |
| Coupes et trophées                                                |                                         |
| Vainqueur de la Coupe du Bénin 2007                               | Université Nationale du Bénin FC        |
| Qualifications continentales                                      |                                         |
| Ligue des champions de la CAF 2008                                | AS Dragons de l'Ouémé                   |
| Coupe de la confédération 2008                                    | Université Nationale du Bénin FC        |
| Promotions et relégations                                         |                                         |
| Promus en Championnat National                                    | USS Kraké                               |
| Promus en Championnat National                                    | ASPA Cotonou                            |
| Relégués en Championnat du Bénin de football de deuxième division | Espoir FC                               |
| Relégués en Championnat du Bénin de football de deuxième division | Jeunesse Athlétique d’Akpo Missérété FC |